# Denham Country Park
Denham Country Park är en park i Storbritannien. Den ligger i grevskapet Greater London och riksdelen England. Denham Country Park ligger 39 meter över havet.
Terrängen runt Denham Country Park är platt. I omgivningarna runt Denham Country Park förekommer i huvudsak blandskog, gräsmarker och en golfplats.